# 小島正治郎
小島 正治郎（こじま せいじろう、1902年1月2日 - 1974年2月23日）は、日本の経営者。西武鉄道社長を務めた。

## 経歴
栃木県出身。1925年に早稲田大学商学部を卒業。
武蔵野鉄道で取締役などを歴任し、1954年から1973年11月までに西武鉄道社長を務めた。
1965年に藍綬褒章を受章し、1972年に勲二等瑞宝章を受章し、1974年に勲二等旭日重光章を受章。
1974年2月23日、脊椎腫瘍のために死去。72歳没。